# Дом директора ботанического сада Петра Великого
Дом директора ботанического сада Петра Великого — памятник архитектуры. Расположен в Санкт-Петербурге, современный адрес дома — улица Профессора Попова, 2Г.
Был построен в числе прочих административных, жилых зданий, оранжерей и теплиц по проекту, разработанному в 1824 году И. И. Шарлеманем, сохранился без значимых изменений. Первый этаж дома был построен ещё в середине XVIII века, его стены украшены рустованными лопатками, у окон барочные наличники. Верхний этаж и мезонин сложены из брёвен, на центральных частях западного и восточного фасадов — лоджии с колоннами, в мезонине прорезаны большие полукруглые окна. В здании была размещена лаборатория цитофизиологии и цитоэкологии растений, позднее — отдел геоботаники БИН РАН.
На 1913 год у здания к центральной части была пристроена крытая веранда, за ней шла лоджия с колоннами. В эти годы в здании находилась квартира главного ботаника, служебный кабинет директора и зал Совета, а непосредственно квартира директора располагалась в пристройке, сделанной к дому с запада.
В 1984 году сгорел во время ремонтных работ, восстановлен в 1990-е годы без веранды и пристройки.